# Adem (Automobilhersteller)
Adem war ein italienischer Hersteller von Automobilen.

## Unternehmensgeschichte
Adolf de Martini gründete 1912 das Unternehmen zur Produktion von Automobilen, nachdem er Martini verlassen hatte. Hauptexportland war Großbritannien. Im gleichen Jahr endete die Produktion.

## Fahrzeuge
Das einzige Modell hatte einen Vierzylinder-Blockmotor. Der Motor mit 2900 cm³ Hubraum leistete 18 PS. Das Getriebe verfügte entweder über vier oder fünf Gänge.